# Grindcore
Grindcore je ekstremna glasbena zvrst, ki je nastala iz hardcore punka in trash metala, stilsko pa je grindcore bolj podobna death metalu in crust punku, zvrsteh, ki sta se pojavili v istem času. Grindcore karaktezirajo težke, žagajoče kitare, blast beati, bobnanje, na katerega je zelo vplival zgoden punk in vokal, sestavljen iz tako imenovanega »growlanja« in kričanja, podobnega hardcore punku in black metalu. Besedila so temačna in pogosto kritična do družbe, medtem ko političnih motivov večinoma ni. Pesmi so kratke (pesem skupine Napalm Death »You Suffer« je v Guinessovi knjigi rekordov zapisana kot najkrajša pesem sploh).
Začetki grindcora segajo v zgodnja osemdeseta. Pojavil se je v Angliji, Braziliji in Nizozemski, pri bendih kot so Sore Throat, Napalm Death, Agathocles in Brigada Do Ódio. V Ameriki pa ima ta zvrst korenine večinoma v hardcore punk bendih kot so Siege, DRI, Cyanamid in Deep Wound. V Sloveniji so bili pionirji Grind/Noise core glasbe Extreme Smoke 57.
Večina bendov, ki so začela preigavati ta žanr, so izhajala iz hardrock punk in anarhističnih punk okolij, ki so v svojo glasbo dodajali razne heavy metal zvoke.

## Glavne skupine
Agathocles, Anal Cunt, Brutal Truth, Carcass, Extreme Noise Terror, Fear of God, Gut, Impetigo, Napalm Death, Repulsion, Siege, S.O.B., Terrorizer, Extreme Smoke 57.